# Le Livre de Dina
Le Livre de Dina (Dinas bok) est une trilogie de l'écrivaine norvégienne Herbjørg Wassmo parue de 1989 à 1997.
L'histoire a été portée à l'écran par le réalisateur danois Ole Bornedal sous le titre Dina (I Am Dina, 2002), avec Gérard Depardieu, Maria Bonnevie et Pernilla August dans les rôles principaux.